# Carter Enyeart
Carter Enyeart ist ein US-amerikanischer Cellist, Kammermusiker und Musikpädagoge.

## Leben
Enyeart absolvierte ein Studium an der Eastman School of Music, das er mit Auszeichnung abschloss. Er war dann Musiker im Pittsburgh Symphony Orchestra und in San Francisco Symphony Orchestra und später Erster Cellist im Orchester der Dallas Opera. Ab 1976 war er mehrere Jahre Mitglied des Philadelphia String Quartet. Er unterrichtete dann an der Ball State University und gründete dort das American Piano Trio.
Zwei Jahre unterrichtete Enyeart Cello an der Northwestern University und wechselte dann für elf Jahre an das College of Music der University of North Texas. Dort wurde er Mitglied der Gruppe für zeitgenössische Musik Voices of Change mit der er mit Richard Crumb u. a. in Caracas und beim Internationalen Festival für Neue Musik in Riga auftrat. Weiterhin wurde er Mitglied der Chamber Music Society of Fort Worth, deren künstlerische Leitung er übernahm und mit der er u. a. Konzerte mit Robert Davidovici veranstaltete. Schließlich erhielt er die Professur für Cello an der University of Missouri–Kansas City. Unter anderen sind die Cellisten Igor Sarmientos, Sascha Groschang und Noah Seitz Schüler von Enyeart.
Zu den kammermusikalischen Partnern Enyearts zählen die Pianisten Jon Nakamatsu, Ilya Itin, Antonio Pompa-Baldi, Robert Weirich, André-Michel Schub, José Feghali, Katia Skanavi, Naida Cole, Alexander Shtarkman, Alexei Sultanow und Joseph Banowetz, die Geiger  Benny Kim, Mark Peskanov, Michael Shih und Charles Wetherbee, die Bratschisten Alan Iglitzin, Paul Coletti, Richard O’Neill, Scott Lee und Susan Dubois, die Cellisten Eric Kim, Clancy Newman und Jennifer Culp und der Kontrabassist Gary Karr. 
Auf Reisen nach China und Taiwan trat er mit der Pianistin Vivien Liu auf und gab Meisterklassen an mehreren Musikschulen. 2001 spielte er in Singapur mit dem T'an Quartet die asiatische Erstaufführung  on Chen Yis Sound of the Five, beim International Electroacustic Music Festival 2005 in Havanna spielte er die Uraufführung von Orlando Jacinto Garcías Komposition Mixtura. Beim Festival für moderne Musik 2014 in Peking spielte er Chen Yi's Suite für Cello und Kammerorchester, seine Erstaufnahme des Werkes erschien 2015 beim Label Naxos.

## Weblink
- Homepage von Carter Enyeart